# Stenus apomontis
Stenus apomontis es una especie de escarabajo del género Stenus, familia Staphylinidae. Fue descrita científicamente por Mainda en 2017.
Habita en Filipinas (Mindanao, Dávao del Sur, Capatagán).